# كليفورد دارلينغ
كليفورد دارلينغ هو سياسي باهاماسي، ولد في 6 فبراير 1922 في أكلينز ‏ في باهاماس، وتوفي في 27 ديسمبر 2011 في ناساو في باهاماس. انتخب Governor-General of the Bahamas ‏ وانتخب senator of the Bahamas ‏ وانتخب عضو مجلس النواب في الباهاماس ‏.